# Reinsdorf (Saksen)
Reinsdorf is een gemeente in de Duitse deelstaat Saksen, en maakt deel uit van de Landkreis Zwickau.
Reinsdorf telt 7.349 inwoners.
De gemeente bestaat uit de kernen Reinsdorf, Vielau en Friedrichsgrün.

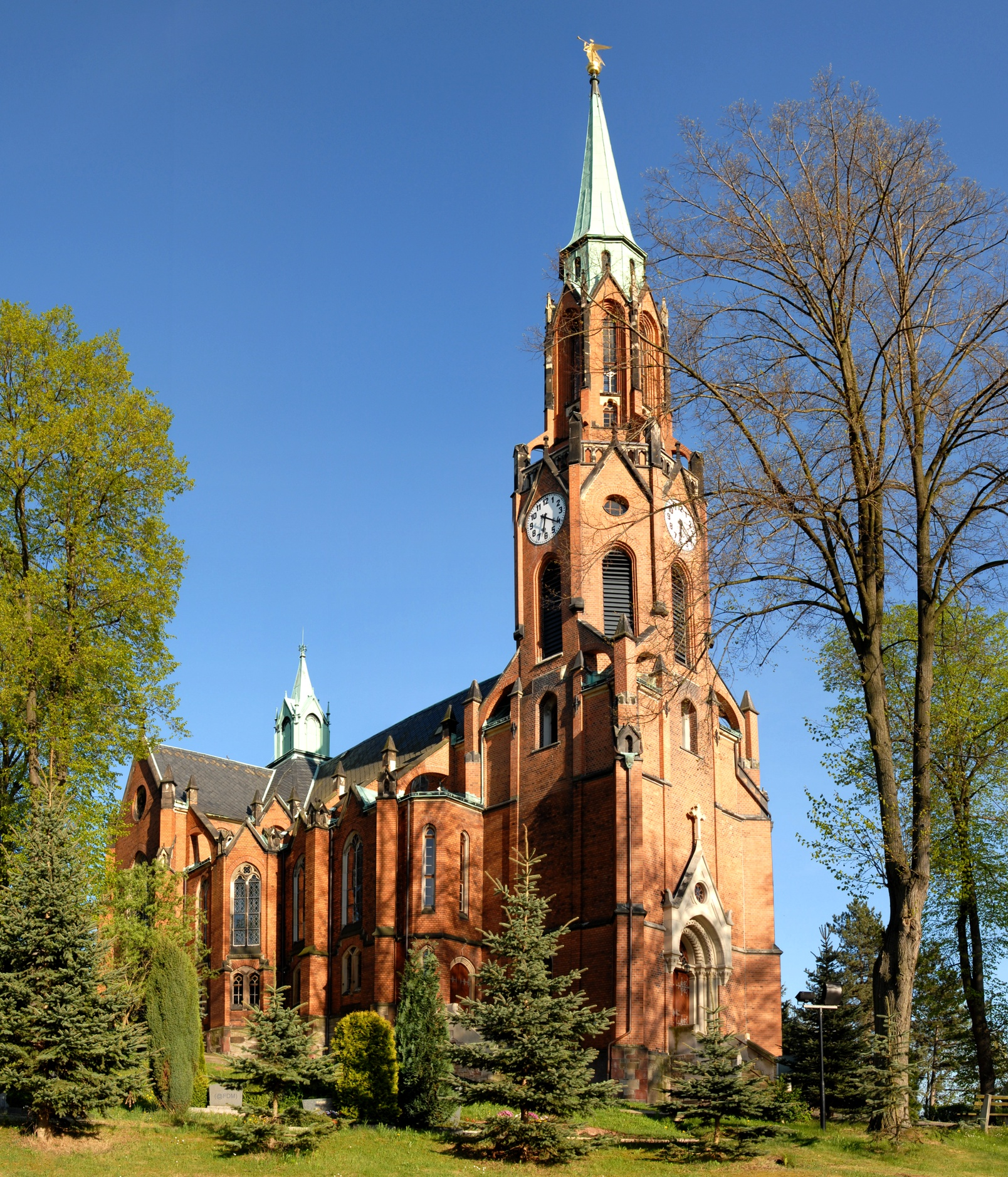
St. Jacobuskerk
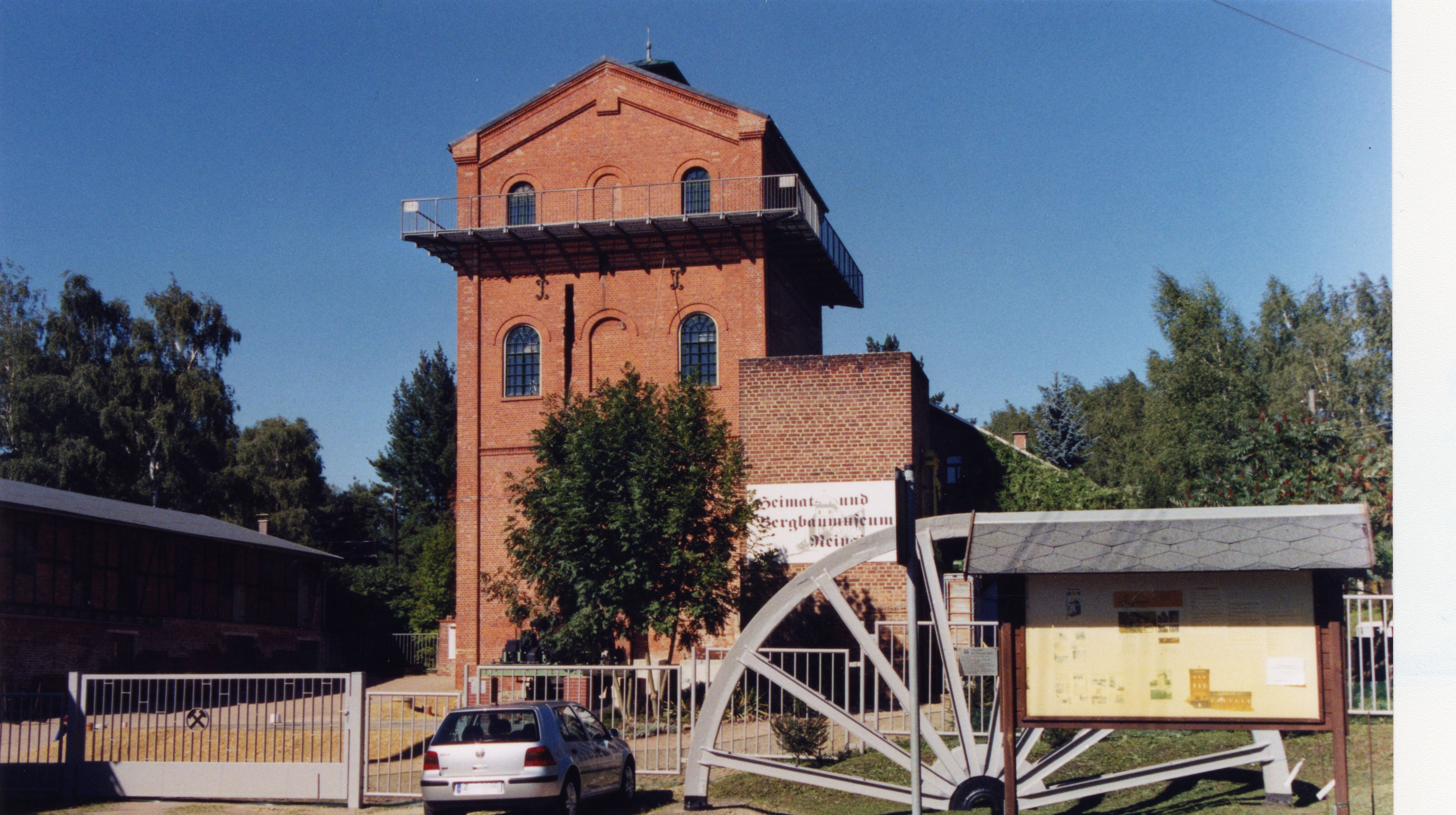
Museum

Bernsdorf ·
Callenberg ·
Crimmitschau ·
Crinitzberg ·
Dennheritz ·
Fraureuth ·
Gersdorf ·
Glauchau ·
Hartenstein ·
Hartmannsdorf bei Kirchberg ·
Hirschfeld ·
Hohenstein-Ernstthal ·
Kirchberg ·
Langenbernsdorf ·
Langenweißbach ·
Lichtenstein/Sa. ·
Lichtentanne ·
Limbach-Oberfrohna ·
Meerane ·
Mülsen ·
Neukirchen/Pleiße ·
Niederfrohna ·
Oberlungwitz ·
Oberwiera ·
Reinsdorf ·
Remse ·
Schönberg ·
St. Egidien ·
Waldenburg ·
Werdau ·
Wildenfels ·
Wilkau-Haßlau ·
Zwickau